# Nandra
Nandra – wieś w Rumunii, w okręgu Marusza, w gminie Bichiș. W 2011 roku liczyła 115 mieszkańców.